# Salomon Brothers
Salomon Brothers — диверсифицированная холдинговая компания, основанная в 1910 году братьями Артуром, Гербертом и Перси Саломоном и клерком по имени Бен Леви. Созданный ими банк оставался товариществом до начала 1980-х годов. В 1981 году она была приобретена сырьевым трейдером Phibro Corporation и стала Salomon Inc. В конце концов, Salomon (NYSE:SB) была приобретена компанией Travelers Group в 1998 году; и после слияния последнего с Citicorp в том же году Саломон стал частью Citigroup. Хотя имя Salomon продолжало входить в название инвестиционного подразделения Salomon Smith Barney внутри Citigroup, от него отказались в октябре 2003 года после серии финансовых скандалов, которые бросили тень на репутацию банка.
Компания специализирована и наиболее известна как крупный торговец ценными бумагами и управляющий пакетами клиентов. Это такие инструменты как акции, облигации, и различные кредитные пакеты. Также ведёт торговлю на различных площадках опционами, фьючерсами, и так далее. Стала новатором в создании рынка облигаций, полученных из кредитов ипотечного кредитования, однако не смогла удержать за собой рынок ипотечных облигаций.
Во время террористической атаки 11 сентября 2001 года Salomon Smith Barney был самым крупным арендатором в Всемирном торговом центре 7, занимая почти 112 тысяч квадратных метров (64 % здания), включая 28-45 этажи.